# Brandschiefer
Als Brandschiefer werden im Bergbau kohlehaltige Schichten bezeichnet, deren Tonmineralgehalt größer als 30 % ist. Es handelt sich um mit dünnen Kohlenschichten vermischte Schiefertone. Die Kohle und der Schieferton können dabei auch in wechselnden Schichten auftreten. Brandschiefer hat einen hohen Aschegehalt von über 35 bis zu 65 %.

## Etymologie
Die Wortherkunft ist unsicher, Adelung verweist darauf, dass Brand vermutlich auch „…das Unterste oder Äußerste einer Sache…“ bedeuten kann. Die naheliegende Erklärung „brennbarer Schiefer“ könnte somit möglicherweise eine Volksetymologie sein.